# Innocenzio Taccone
Pour les articles homonymes, voir Taccone.
Innocenzio Taccone  (Bologne, v.1575 - Rome, ...) est  un peintre italien baroque qui fut actif au XVIIe siècle.

## Biographie
Innocenzio Taccone  a été un élève d'Annibale Carracci qu'il a accompagné à Rome en 1600. Il l'a aussi assisté dans de nombreux travaux.
Dans la voûte de l'église Santa Maria del Popolo il a réalisé trois grandes fresques d'après des dessins de Caracci (Couronnement de la Vierge, Apparition du Christ à saint Pierre et Assomption de saint Paul. Il a aussi réalisé des scènes de Vie de saint André apôtre pour la chapelle de  san Angelo in Pescheria.
Il est mort à Rome sous le pontificat du pape Urbain II (1623—1644).

## Œuvres
- Couronnement de la Vierge, Apparition du Christ à saint Pierre et Assomption de saint Paul, fresques, église Santa Maria del Popolo, Rome.
- Scènes de vie de saint André apôtre, fresque, chapelle de san Angelo in Pescheria, Rome.

## Sources
- (en) Cet article est partiellement ou en totalité issu de l’article de Wikipédia en anglais intitulé « Innocenzio Taccone » (voir la liste des auteurs).